# Jan Bernd Bicker
Pour les articles homonymes, voir Bicker.
Jan Bernd Bicker, né le 27 août 1746 à Amsterdam et mort le 16 décembre 1812 à Wassenaar, est un commerçant et homme politique néerlandais, membre de la Régence d'État, l'organe exécutif de la République batave, de 1803 à 1805.

## Carrière dans la banque et le commerce
Jan Bernd Bicker est le fils de Hendrick Bicker, un banquier, marchand et échevin d'Amsterdam. Les Bicker sont une vieille famille de régents d'Amsterdam.
Entre 1764 et 1766, il étudie le droit et la philosophie à l'université d'Utrecht. Il devient ensuite banquier et marchand chez Andries Pels en Zoonen et Bicker & Co à Amsterdam et gagne une fortune considérable. La même année, il devient avocat à la cour de Hollande et à la cour suprême de Hollande, Zélande et Frise occidentale à Amsterdam. En 1772, Bicker devient échevin d'Amsterdam. Deux ans plus tard, il devient directeur de la chambre d'Amsterdam de la compagnie néerlandaise des Indes occidentales (WIC) et directeur de la Société du Suriname, chargée de gérer la colonie du Suriname.

## La Révolution batave
Comme ses ancêtres, Bicker est un farouche opposant au prince d'Orange. Patriote, il participe activement à la révolution batave à partir de 1780. Il est cependant plus modéré que les meneurs du mouvement que sont Joan Derk van der Capellen et Coert Lambertus van Beyma. Pour Bicker comme la plupart des régents patriotes, l'abolition du stathoudérat est suffisante. En 1781, il entre au vroedschap d'Amsterdam. Il en est l'un des représentants aux États de Hollande et de Frise-Occidentale à partir de 1785.
En septembre 1787, l'intervention militaire de la Prusse met fin à la révolution ; Bicker fuit la Hollande en novembre et se réfugie à Anvers. Au cours de sa fuite, il manque d'être capturé par un navire de la marine hollandaise sur le Dordtsche Kil. En décembre 1788, il s'installe quelque temps à Bruxelles avec Joan Geelvinck, le bourgmestre d'Amsterdam, avant de se fixer à Sèvres, près de Paris. Il assiste à Versailles à la réunion des États généraux avec d'autres patriotes comme Nicolaas van Staphorst, Cornelis van der Hoop ou Johan Valckenaer. Il devient membre du comité révolutionnaire batave, fondé à Paris. Il quitte Paris en 1791 et retourne à Bruxelles puis s'installe à Nantes en mai 1793, où il obtient la nationalité française. En avril 1794, il quitte la France en pleine Terreur pour la Suisse.
Après le renversement du stathouder au début de l'année 1795 et l'établissement de la République batave, Bicker rentre à Amsterdam le 6 mai 1795.

## La République batave
Jan Bernd Bicker reprend sa place dans la nouvelle municipalité d'Amsterdam en juin 1795. Il est ensuite élu député du district de Polanen, près de Haarlem, à la première assemblée nationale batave le 1er mars 1796. Il siège dans la commission des Affaires étrangères et préside l'assemblée à deux reprises, du 17 avril au 3 mai 1796 et du 1er au 15 mai 1797. Il est l'un des meneurs des modérés, entre les fédéralistes, favorable à une constitution proche du système des Provinces-Unies, opposés à ceux d'un système unitaire, selon le modèle français, emmenés par Pieter Vreede ou Johan Valckenaer. Après le rejet d'un premier projet de constitution lors du référendum du 8 août 1797, une nouvelle assemblée nationale est élue pour le 1er septembre ; Bicker est réélu par les citoyens de Polanen.
Le 22 janvier 1798, les unitaristes, soutenus par la France, organisent un coup d'État. Les fédéralistes sont arrêtés ou pressés de démissionner. Jan Bernd Bicker fait partie des députés arrêtés et il est emprisonné à Wijk bij Duurstede puis à Leeuwarden. Il est libéré le 11 août 1798, après qu'un nouveau coup d'État a renversé les unistaristes. Il reste en dehors de la vie politique jusqu'en juin 1803. En 1800, il entre à la Société des sciences de Hollande, introduit par Martinus van Marum. Il y organise une conférence sur le physicien italien Luigi Galvani.
Le 8 juin 1803, Jan Bernd Bicker remplace Gerrit Jan Pijman, devenu ministre de la Guerre, à la Régence d'État. À la fin du mois de juillet, il fait partie, avec Gerard Brantsen et Maarten van der Goes, de la députation du gouvernement batave envoyée à Bruxelles auprès de Napoléon Bonaparte, en visite dans les départements français de Belgique. Il reste membre de la Régence d'État jusqu'à sa dissolution le 29 avril 1805 et son remplacement par Rutger Jan Schimmelpenninck, devenu grand-pensionnaire de la République batave. 
Jan Bernd Bicker se retire alors définitivement de la vie politique dans sa propriété d'Oosterbeek à Wassenaar, près de La Haye. Il y meurt le 16 décembre 1812 à l'âge de 66 ans.